# 妹汁
《妹汁》是由日本公司Atelier KAGUYA在2002年12月13日發售的十八禁戀愛冒險遊戲。2003年11月25日由Milky發售成人動畫版。2006年4月27日由IXIA代理發售DVDPG版。

## 剧情
随着父亲的再婚，小日向晶有了3个可爱的妹妹。一天，他在父亲的书房里不慎中了一个古怪瓶子的诅咒，为了解开诅咒，他需要用少女的「汁液」将瓶子装满，结果……

## 登場人物
（聲優中前面是游戏、后面是OVA动画）
小日向晶（kohinata akira，聲優：、YUU）
主角。需要用3个妹妹的汁液将瓶子收集满才能解开诅咒。由于最终的失败，诅咒把他的性别进行了转换。不过，最后仍然是GOOD ENDING。小日向晶的日记在后续的游戏《姐汁 ～交给白川三姐妹吧～》中出现。
小日向結希（kohinata yuki，聲優：、芹園宮）
3姐妹中的长女。是个活泼开朗的女孩。对于自己的胸部很小的事一直很介意。她的名字曾被误记为“小日向 结城”。
血型A型 身高151cm BWH 77 55 79
小日向未卯（kohinata miu，聲優：北都南、朝宮咲）
3姐妹中的次女。是个文静的女孩，不爱说话，喜欢饲养球藻。
血型A型 身高146cm BWH 73 50 75
小日向菜菜（kohinata nana）
3姐妹中的么女。无论什么时候都很有干劲。
血型B型 身高148cm BWH 70 51 72
小日向幸惠（kohinata yukie，聲優：紫苑雅）
3姐妹的母亲。与主人公的父亲再婚。是个漂亮的成年女性。
須藤梓（sudou azusa，聲優：、紗莉亞）
结希的朋友，体育系的不良少女。
伊南娜（聲優：无、白川杏奈）
附在美索不达米亚文明的甘露瓶中的苏美女神。因为小日向晶解读了瓶子附带的苏美文明古文字而现身在晶的面前与晶定下诅咒契约。只在OVA中出现了明确的身姿。
小日向贞夫（聲優：无、なし）
小日向晶的父亲，与三姐妹的母亲·幸惠再婚。在游戏原作中的造型与OVA中的造型完全不同，在小说版中似乎有叹息自己没有出场的机会。
幸（聲優：无、なし）
小日向家饲养的柴犬，最初是经常陪伴在幸惠身旁的。

## 工作人員
- 原画：choco chip、Sin-Go
- 剧本：和其他作者
- 音乐：吉田仁郎

## OVA
《妹汁》OVA是由Milky發售兩卷成人動畫，標題分别为、，第一卷發售于2003年11月25日，第二卷發售于2004年3月25日，合集《妹汁 Complete Edition》於2015年5月1日发售。
工作人員
- 原作：アトリエかぐや
- 劇本：真壁六郎太
- 分鏡：真亜＠桃初朗
- 演出：北川正人
- 角色設計：世直氏平成
- 作畫監督：宗馬遊哉、本田P三
- 背景：st.ちゅーりっぷ
- 音響監督：黛計
- 樂曲：SALAD
- 製作人：駒沢和平、本田P三
- 監督：雷火剣
- 動畫製作：ティーレックス
- 製作：「妹汁」アニメ製作委員会
- 販售：株式会社GPミュージアムソフト

## 外部連結
- 官方網站 （页面存档备份，存于）（日語）